# Instituto Politécnico y Universidad Estatal de Virginia

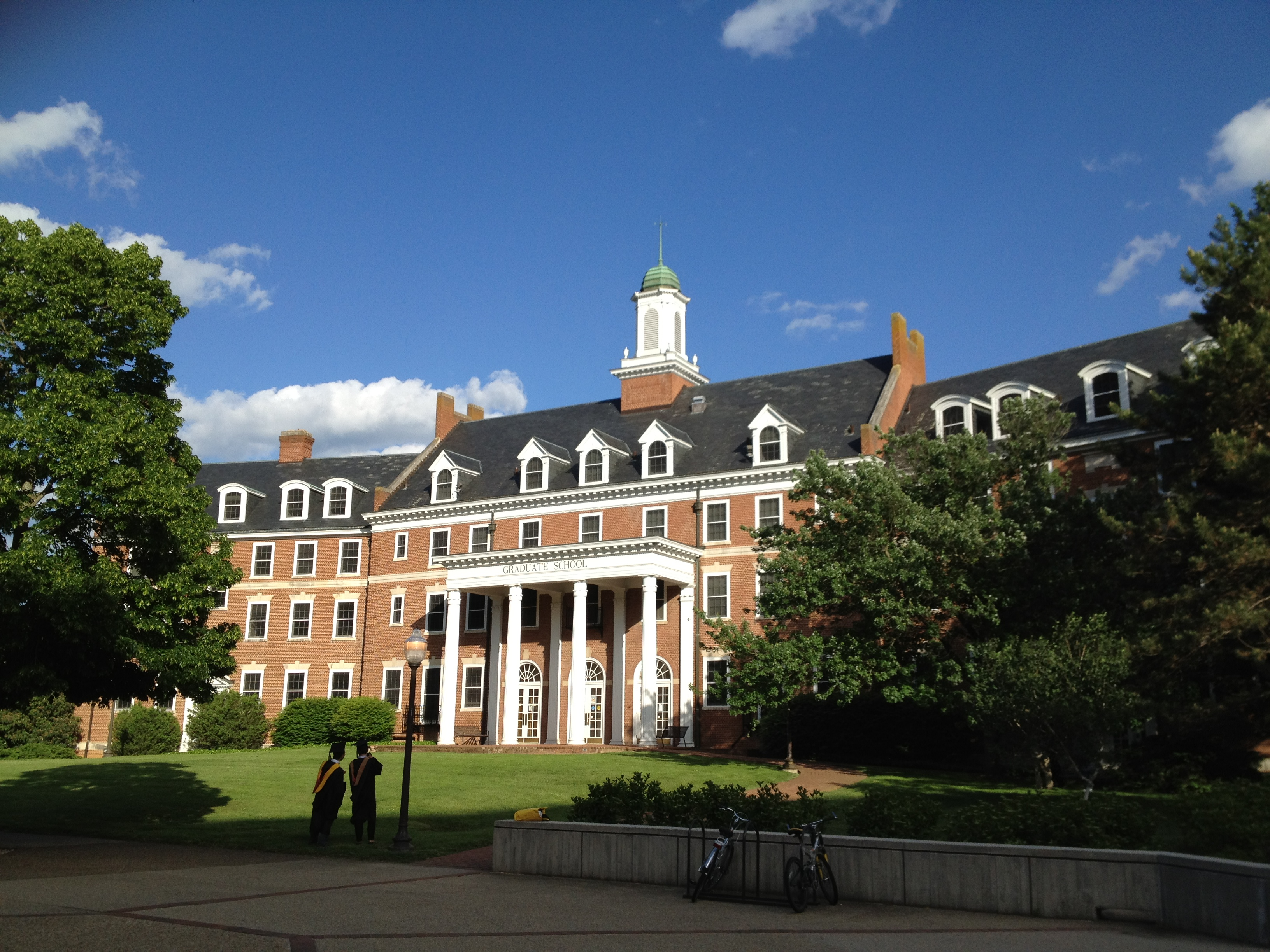
Donaldson-Brown Hall.

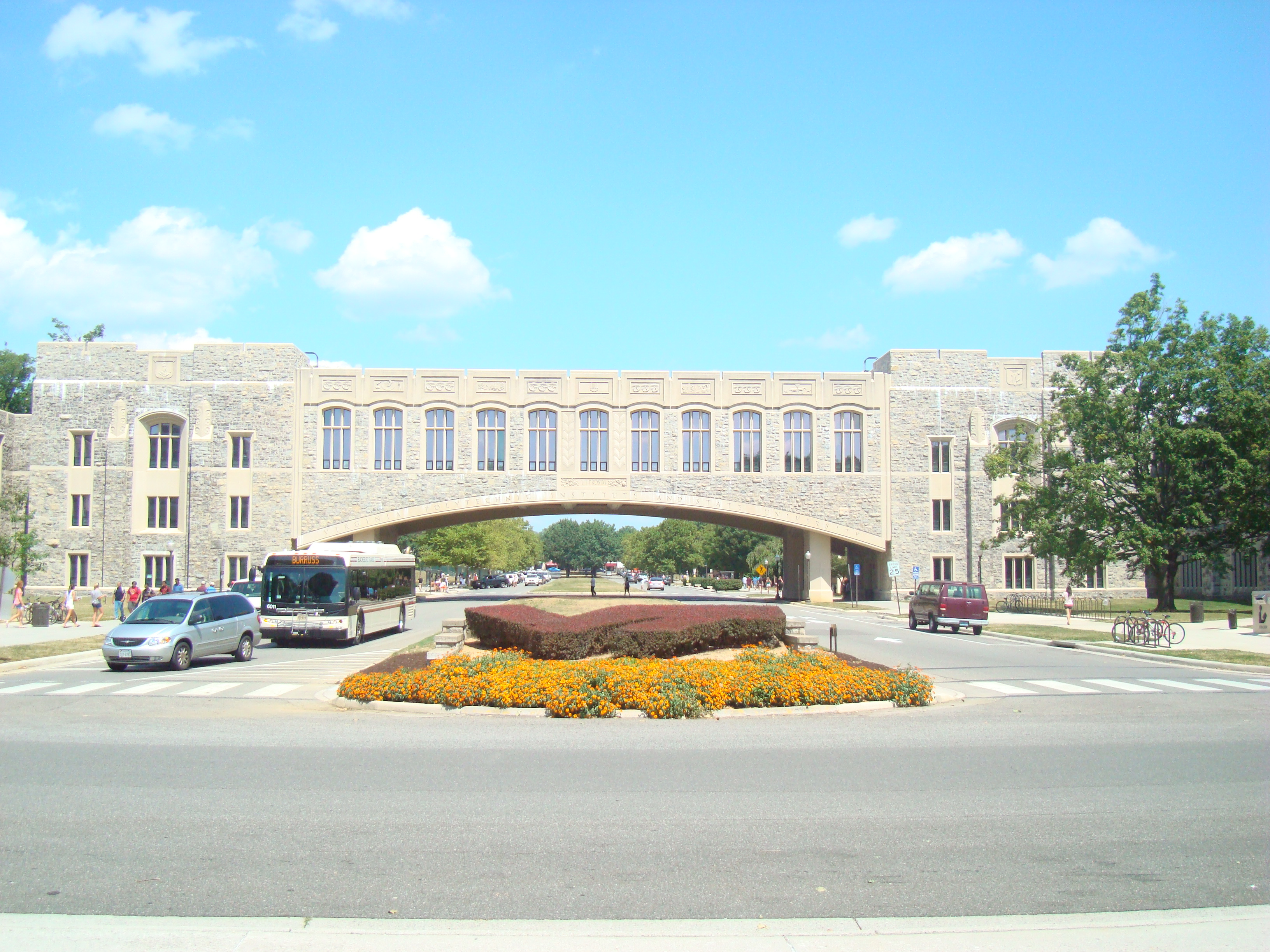
Torgersen Hall.

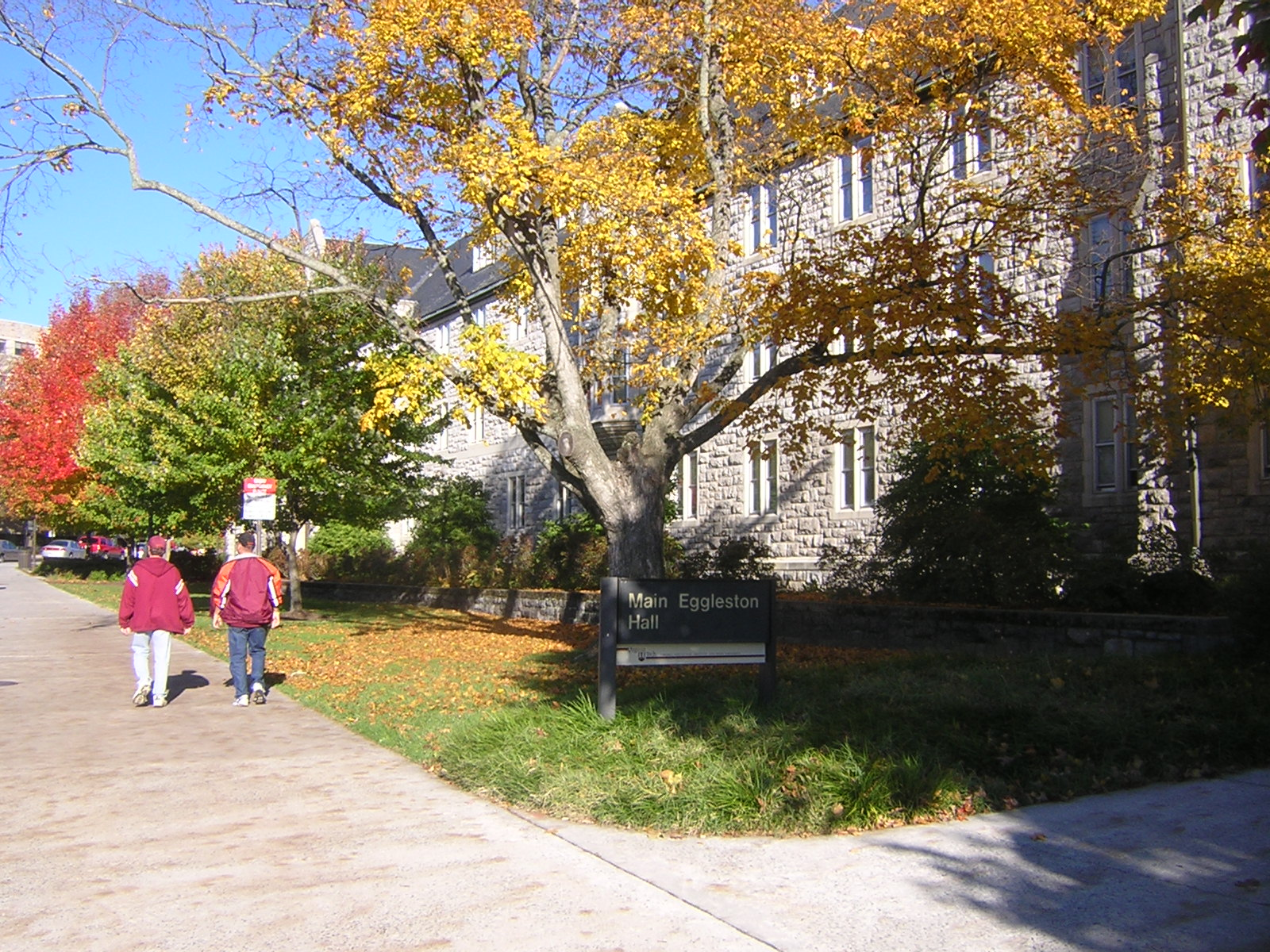
El campus adquiere en otoño los colores oficiales de la universidad en sus árboles: granate y naranja.

El Instituto Politécnico y Universidad Estatal de Virginia (VPISU) (Virginia Polytechnic Institute and State University en inglés), conocido como Virginia Tech (VT o VPI), es una universidad pública ubicada en Blacksburg (Estados Unidos). Tiene facilidades educativos en seis regiones por todo el estado y un sitio de estudiar en el extranjero ubicado en Riva San Vitale, Suiza. A través de la programa de cuerpos de cadets, Virginia Tech también esta designado como uno de seis colegios militares mayores en los Estados Unidos. 
Virginia Tech ofrece 280 programas de universitario y postgrado a unos 34.400 estudiantes y mantiene un portafolio de investigación de $522 millones. Es en el cuarenta y seis lugar entre las universidades en los Estados Unidos por gastos de investigación y la única universidad ubicada en Virginia entre los 50 mejores. Virginia Tech también es la segunda universidad pública más grande del estado por el número de inscriptos. El tiroteo más letal en un campus de una universidad estadounidense ocurrió en campus aquí en 2007. Sus titulaciones en ingenierías, arquitectura, veterinaria, administración pública y silvicultura destacan especialmente.

## Historia
En 1872 la Asamblea General de Virginia adquirió las propiedades de una pequeña escuela metodista del Condado de Montgomery llamada Instituto Olin y Preston y fundó la academia militar Virginia Agricultural and Mechanical College. En 1896 la institución pasó a denominarse Virginia Agricultural and Mechanical College and Polytechnic Institute, y en 1944 se cambió a Virginia Polytechnic Institute, adoptando el nombre actual de Virginia Polytechnic Institute and State University en 1970.

### Lista de Presidentes
| Charles Landon Carter Minor                 | 1872–1879    |
| Scott Shipp\|Charles Robert Scott Ship      | 1880         |
| John Lee Buchanan                           | 1880–1881    |
| Thomas Nelson Conrad                        | 1882–1886    |
| Lunsford Lindsay Lomax                      | 1886–1891    |
| John McLaren McBryde                        | 1891–1907    |
| Paul Brandon Barringer                      | 1907–1913    |
| Joseph Dupuy Eggleston                      | 1913–1919    |
| Julian Ashby Burruss                        | 1919–1945    |
| John Redd Hutcheson                         | 1945–1947    |
| Walter Stephenson Newman                    | 1947–1962    |
| T. Marshall Hahn\|Thomas Marshall Hahn, Jr. | 1962–1974    |
| William Edward Lavery                       | 1975–1987    |
| James Douglas McComas                       | 1988–1994    |
| Paul Ernest Torgersen                       | 1993–2000    |
| Charles W. Steger\|Charles William Steger   | 2000–2014    |
| Timothy D. Sands\|Timothy David Sands       | 2014–present |

## Centros docentes
Virginia Tech ofrece 225 titulaciones: 65 programas de grado y 160 de postgrado (másteres y doctorados) en sus facultades y escuelas.
- Facultad de Ingeniería (College of Engineering)
- Facultad de Agricultura y Ciencias de la Vida (College of Agriculture and Life Sciences)
- Facultad de Arquitectura y Estudios Urbanos (College of Architecture and Urban Studies)
- Facultad de Artes Liberales y Ciencias Humanas (College of Liberal Arts and Human Sciences)
- Facultad de Negocios Pamplim (Pamplin College of Business)
- Facultad de Medicina Veterinaria Regional de Virginia-Maryland (Virginia-Maryland Regional College of Veterinary Medicine)
- Facultad de Recursos Naturales y Medio Ambiente (College of Natural Resources and Environment)
- Escuela de Asuntos Públicos e Internacionales (School of Public and International Affairs)
- Centro para la Administración y Política Pública (Center for Public Administration and Policy)
- Facultad de Ciencia (College of Science)
- Escuela de Ingeniería Biomédica & Ciencias (School of Biomedical Engineering & Sciences)
- Escuela de Medicina e Instituto de Investigación de Virginia Tech Carilion (Virginia Tech Carilion School of Medicine and Research Institute)

## Campus
El campus de Virginia Tech está ubicado en Blacksburg, Virginia. El campus central esta rodeado por Prices Fork Road al noroeste, Plantation Drice al oeste, Main Street al este, y US 406 Bypass al sur, aunque tiene algunos kilómetros más afuera de eso.  
En la mitad del campus está situado el "Drillfield", un campo oval cercado por una calle de sentido único llamada "Drillfield Drive". Se le dio ese nombre por su uso frecuente por el "Virginia Tech Corps of Cadets" para llevar a cabo entrenamientos millitares. Al noroeste lado se puede encontrar la mayoría de los edificios académicos y administrativos de la universidad, incluyendo los salas "Burrus" y "McBryde". Al sureste lado se encuentra la mayoría de los dormitorios, incluyendo las residencias universitarias, comedores, y el gymnasium de memorial de guerra. La Biblioteca de Newman está ubicada al este y se conecta al puente de Torgersen y cruza la calle principal del campus "Alumni Mall".
El campus de Virginia Tech incluye 130 edificios en aproximadamente 2,600 acres de terreno, entre los que se encuentran las 29 residencias universitarias que albergan más de 9.000 estudiantes. Todos los alumnos de primer año están obligados a vivir en el campus.

## Deportes
Virginia Tech es una potencia deportiva de primer nivel en la División I de la NCAA, donde compite en la Atlantic Coast Conference.

## Sucesos de abril de 2007
El 16 de abril de 2007 se produjo una masacre en el campus universitario, cuando el surcoreano Seung-Hui Cho asesinó a 32 personas antes de suicidarse. Los hechos tuvieron lugar en la residencia West Ambler Johnston Hall y en el edificio Norris Hall Engineering Building.